# Čeng-te
Císař Čeng-te (čínsky pchin-jinem Zhèngdé, znaky 正德; 26. října 1491 – 20. dubna 1521) vlastním jménem Ču Chou-čao (čínsky pchin-jinem Zhū Hòuzhào, znaky 朱厚照) z dynastie Ming vládl v letech 1505–1521 čínské říši Ming. Nastoupil po svém otci, císaři Chung-č’. Po převzetí vlády s novým rokem vyhlásil éru „Pravé ctnosti“/„Nápravy ctností“, Čeng-te. Název éry je používán i jako jméno císaře.
Čeng-te byl starší (a jediný přeživší) syn Chung-č’a. Jako korunní princ byl vzděláván v konfuciánském duchu, při studiu se jevil jako inteligentní mladík. Záhy po převzetí moci se však ukázalo, že má, v ostrém kontrastu s otcem, ke konfuciánsky orientované byrokracii odpor a jí vyžadované rituály a povinnosti odmítá. Ve stálých sporech s ministry a velkými sekretáři se opíral o eunuchy, zejména o tzv. „osm tygrů“, s nimiž vyrůstal. V letech 1506–1510 tak v čele vlády fakticky stál eunuch Liou Ťin, který ministerstva a důležité úřady obsadil svými spojenci a podporovateli. Císař se odstěhoval ze Zakázaného města do nedalekého nově postaveného „Leopardího paláce“, kde se obklopil svými eunuchy a důstojníky. Po pádu Liou Ťina zaujali přední místa mezi císařovými oblíbenci herec Cang Sien a důstojníci Čchien Ning a Ťiang Pin, běžnou administrativu řídil velký sekretář Jang Tching-che.
Daňový tlak Liou Ťinovy administrativy a oslabení autority vlády vedly k několika rozsáhlým povstáním: povstání knížete z An-chua, povstání v severní Číně počínající rokem 1510, povstání knížete z Ning. Poslední vzpouru rozdrtil Wang Jang-ming, přední neokonfuciánský filozof.
Zájem císaře a eunuchů o zdroje příjmů vyústil v uvolnění zákazu soukromého zahraničního obchodu, současně do jižní Číny připluli portugalští mořeplavci a začali obchodovat s čínskými partnery.
Od roku 1517 císař trávil většinu času na čínsko-mongolské hranici severozápadně od Pekingu, především v posádkovém městě Ta-tchungu. Zde mimo jiné koncem roku 1517 odrazil velký mongolský nájezd Dajan-chána. Roku 1519 se vydal do Nankingu, kde strávil většinu roku 1520. Na zpáteční cestě opilý spadl do vody, onemocněl a po několika měsících zemřel.
Čeng-te byl bezdětný, Jang Tching-che proto s podporou matky zemřelého, císařovny vdovy Čang, prosadil na trůn jeho nejbližšího mužského příbuzného Ču Chou-cchunga, třináctiletého syna Chung-č’ova bratra.

## Mládí a nástup na trůn
Čeng-te se narodil 14. listopadu 1491, jeho vlastní jméno bylo Ču Chou-čao, Čeng-te bylo jméno jeho panovnické éry a pod tímto jménem je znám. Byl nejstarším synem Chung-č’a, jenž od roku 1487 vládl jako devátý císař čínské říši Ming, a Chung-č’ovy jediné manželky císařovny Čang. Roku 1492 ho Chung-č’ jmenoval korunním princem. Otec se v synovi viděl, při cestách ho bral s sebou, podporoval jeho zálibu v jízdě a lukostřelbě, rozmazloval ho. Korunní princ byl výborný student, své povinnosti plnil s pečlivostí a zdvořilostí.
Císař Chung-č’ zemřel 8. června 1505. Na smrtelné posteli vyzval své nejbližší pomocníky, velké sekretáře Liou Ťiena, Li Tung-janga a Sie Čchiena k věrné službě synovi. Toho zhodnotil jako inteligentního mladíka, který si ale oblíbil pohodlí a radovánky; proto je žádal, aby ho drželi na správné cestě.
Ču Chou-čao nastoupil na trůn 19. června 1505 jako desátý mingský císař. S platností od nového roku vyhlásil éru Čeng-te. Slovní spojení čeng-te pochází z citátu z Knihy dokumentů, jeho významem je „náprava (čeng) ctností (te)“ lidu.

## Styl vlády

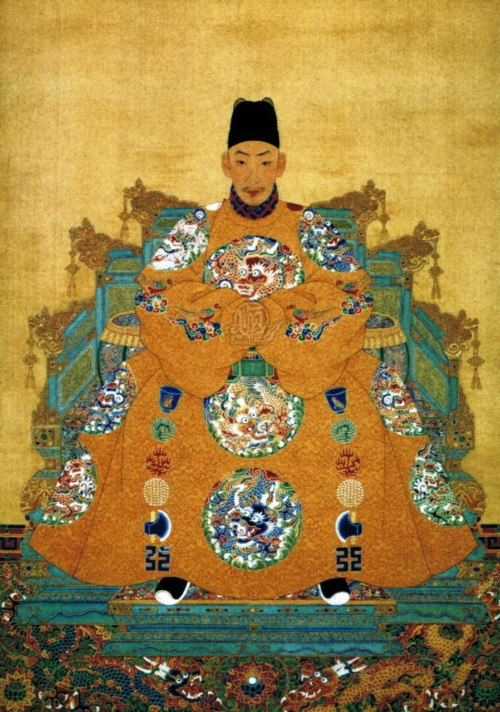
Oficiální portrét císaře Čeng-te ve slavnostním úboru

Po nástupu Čeng-te stanul před třemi zděděnými problémy, kterými byly nedostatečné příjmy státu, vojenská slabost na severozápadní hranici s Mongoly a spory císařských eunuchů s úředníky na způsobu řešení problémů, přičemž císař stranil eunuchům. Rady velkých sekretářů naopak ignoroval. Neshoda mezi panovníkem a úředníky byla částečně i generačním problémem – zatímco Čeng-te byl mladý, nejmladšímu z velkých sekretářů bylo šestapadesát let.
V kontrastu s otcem, využívajícím císařské pravomoci umírněně, schopným delegovat moc a pozorně plnícím své povinnosti, Čeng-te se o státní záležitosti nestaral. Jeho neklidný duch se vzpouzel oficiální ortodoxii, vzpíral se puntičkářsky předepsaným ceremoniálním a rituálním povinnostem císaře. Námitky a požadavky úředníků v něm vzbuzovaly odpor, naproti tomu plnil prosby a žádosti eunuchů. Jako císař se v prvních letech vlády snažil uniknout z oficiálních audiencí a diskuzí na konfuciánská témata. Pro konfuciánsky myslící úřednictvo byl panovník chovající se v souladu se všemi obřady, precedenty a povinnostmi základem státu a nejdůležitějším předpokladem jeho funkčnosti. Čeng-te měl ale řadu jiných zájmů: jízdu, lukostřelbu, lov, hudbu – miloval skládání písní a zpěv a pozvedl hudbu na celém dvoře. Rád si se svými eunuchy hrál na obchodování, a tak se objevilo množství císařských obchodů založených a řízených eunuchy. Podporoval všechny způsoby zábavy: zápas, akrobacii, magii, ohňostroje… Ze zábav se těšil s eunuchy, přestal studovat, celé dny se opíjel, odmítal se věnovat státním záležitostem. Ke zděšení úředníků se při hledání zábavy inkognito vydával na toulky po Pekingu.
Rok po nástupu si vzal dceru z důstojnické rodiny příjmením Sia a učinil ji císařovnou, dvě další dívky pojal za vedlejší manželky. Brzy však přestal s císařovnou žít. Náhradou, na návrh Jü Junga, důstojníka gardy ve vyšívaných uniformách původem ze střední Asie, k sobě povolal ujgurské tanečnice. Svým nevázaným chováním pravidelně šokoval konfuciánské moralisty, naopak v lidovém folklóru se ze stejného důvodu stal slavným.
Podobně jako jeho děd, císař Čcheng-chua, byl i Čeng-te přitahován lámaismem. Pro tibetské mnichy postavil nový chrám v Zakázaném městě, uděloval jim vysoké tituly i odměny. Učil se jejich písmo, účastnil se, oblečen v tibetském oděvu, jejich obřadů, zapojil je do rituálů při pohřbu císařovny Wang (manželky jeho děda, císaře Čcheng-cchuy) roku 1518.
O úřednících měl nízké mínění; považoval je za zkorumpované a neschopné. Státní záležitosti proto svěřoval eunuchům, které od počátku své vlády jmenoval do vojenských i finančních funkcí. Úředníkům se snažil maximálně se vyhnout a záležitosti vyřizovat prostřednictvím eunuchů, kteří jeho příkazy nikdy nekritizovali. Na eunuchy spoléhal i kvůli jejich zpravodajským službám. Působili jako dohlížitelé u armád na hranicích i bojujících s rebely uvnitř země, dozírali na agentury řídící výrobu hedvábného a porcelánového zboží, ale i na regionální úřady. Za jejich služby je císař ochotně odměňoval, řada jejich příbuzných získala aristokratické tituly.
Už tak špatný stav státních financí ještě zhoršovala císařova finanční nezodpovědnost: zatímco příjmy ministerstva daní ve stříbře dosahovaly teoreticky částky 1,5 milionu liangů (cca 56 tun, reálně ale byly kvůli odpouštění daní a daňovým nedoplatkům mnohem nižší), jen na darech a odměnách císař první rok své vlády rozdal 1,4 milionu liangů. Na rozdíl od konzervativních úředníků naléhajících na úspory, byli eunuchové kreativní ve vymýšlení nových příjmů (např. vnitřní cla, daně z pastvin a pustin, odvody z císařských panství), což přispívalo k císařově podpoře eunuchů.

## Liou Ťin včele vlády
Znepokojená povahou císaře a opatřeními, ke kterým ho eunuchové ponoukali, skupina vysokých úředníků v čele s velkými sekretáři Liou Ťienem a Sie Čchienem se spojila s předními eunuchy a obvinila z nepřístojného chování eunuchy z jeho bezprostředního okolí, zvláště tzv. „osm tygrů“ (Liou Ťin a sedm dalších) sloužících císaři ještě jako následníku a roku 1505 povýšených. Požadovali Liou Ťinovu popravu a potrestání ostatních. Vysoce postavení eunuchové se totiž cítili ohroženi vzestupem „osmi tygrů“, i když by před popravou Liou Ťina dali přednost pouze jeho přeložení na jih. Nad rámec dohody však 27. října 1506 ministr daní Chan Wen předložil petici žádající popravu celé osmičky. To císař odmítl, ale byl svolný s jejich potrestáním. Na poslední chvíli se však k němu osmička dostala a přesvědčila ho o tom, že se jejich kritici spikli a chtějí získat nekontrolovanou moc. Rozzuřený císař okamžitě eunušské spojence skupiny Liou–Sie poslal do exilu a členy osmičky povýšil, Liou a Sie s dalšími byli donuceni k odstoupení. Ve velkém sekretariátu zůstal pouze Li Tung-jang, kterého doplnil Ťiao Fang (1436–1517, spojenec Liou Ťina, kterého informoval o akci proti němu) a další spojenci osmičky.

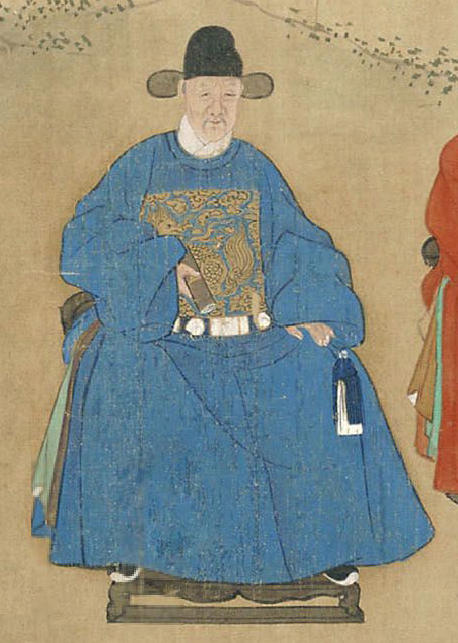
Li Tung-jang v úřední róbě

Poté, od října 1506 do září 1510, dominovala dvoru eunušsko-úřednická aliance v čele s Liou Ťinem. Během prvních měsíců své vlády Liou Ťin očistil pekingské úřady od svých odpůrců – v prosinci 1506 byl po obvinění ze zneužití pravomocí odvolán Chan Wen, v únoru 1507 jednadvacet úředníků, kteří protestovali proti rezignaci velkých sekretářů; řada dalších úředníků byla bita, mučena a odvolána. Od léta 1507 Liou Ťin zcela ovládal vládu a bez jeho souhlasu nebyl schválen žádný významný dokument.
Císař zatím utrácel bez omezení, v září 1507 jen za lampióny na svátek lampiónů zaplatil 350 tisíc liangů (13 tun) stříbra, přestavovaly se budovy v císařském parku jižně od Pekingu, stavěl „Leopardí palác“ (Pao-fang) severozápadně od Zakázaného města. Liou Ťin se proto soustředil na zvýšení císařových příjmů. Pod hrozbou vysokých pokut nutil úředníky odpovědné za finance a daně odvádět je do Pekingu přesně ve vyměřené výši. Ve vládních kruzích zavládlo zděšení, když požadoval po úřednících odvody a dodávky na severní hranici a do Pekingu, které ožebračovaly jejich rodiny. Jeho agenti vymáhali dodatečné platby stříbra z dolů ve Fu-ťienu a S’-čchuanu, organizovali prodej soli nad rámec kvót (a když je úředníci zatkli, byli sami zatčeni).
Vliv eunuchů rostl: od března 1507 byli eunušští intendanti v provinciích postaveni na roveň vedoucím provinčním úředníkům a získali právo šetřit jakékoli administrativní či právní záležitosti. Liou Ťin se snažil reorganizovat správu říše na principu rovnosti nebo dokonce podřízenosti civilních a vojenských hodnostářů eunuchům. Reformy vyvolaly ostrou opozici úředníků, jejich poslušnost si vynucoval brutálním terorem. Potýkal se i s nepřátelstvím ostatních eunuchů, včetně zbylých sedmi „tygrů“, k vyšetřování odporu mezi eunuchy proto založil novou agenturu.
Zatímco se Liou Ťin staral o stát, císař hledal vzrušení v radovánkách v novém „Leopardím paláci“ obklopen pochlebnickými eunuchy, důstojníky, hudebníky, lámy a kráskami. Zvláštními oblíbenci mladého císaře byli Čchien Ning, důstojník „gardy ve vyšívaných uniformách“ vynikající silou a uměním lukostřelby, a herec Cang Sien (臧賢), pro svůj muzikální talent jmenovaný zástupcem ředitele Hudebního úřadu. Jim zase podlézali mnozí úředníci a čekatelé na úřady.

## Povstání knížete zAn-chua a pád Liou Ťina
Zvyšování státních příjmů vyšším zdaněním vojenských domácností vyvolalo všeobecnou nespokojenost v pohraničí. V Liao-tungu vypukla vzpoura, utišená rozdělením 2500 liangů stříbra mezi nespokojence. Nespokojenost využil i Ču Č’-fan, kníže z An-chua, při rebelii v květnu 1510. Ču Č’-fan žil v Ning-sia, důležitém pevnostním městě v severozápadní provincii Šen-si u mongolsko-čínské hranice, sídle velitelství jedné z devíti pohraničních vojenských oblastí. Považoval se za kandidáta na trůn a shromáždil kolem sebe skupinu věrných, vesměs důstojníků ningsiaské posádky, ale i členů místní džentry. Na jaře 1510 přetáhl na svou stranu další důstojníky, 12. května ovládl město Ning-sia s bezprostředním okolím a vyhlásil tažení proti Liou Ťinovi. Vzpoura se však nerozšířila, když se velitelé východnějších posádek v Ling-čou a Jen-suej postavili proti rebelům. Už 30. května knížete zajal provládní generál, který se naoko přidal k povstání. Vzpoura se poté zhroutila a během několika dní byli všichni rebelové pochytáni.

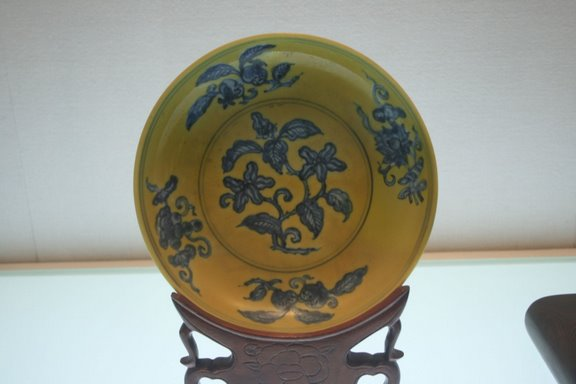
Porcelánový talíř éry Čeng-te; Nankingské muzeum

Mezitím císař po konzultacích se sekretáři a ministry přijal komplexní soubor protipovstaleckých opatření. Na místo vyslal Šen Jinga, hraběte z Ťing-jang, a ředitele kontrolního úřadu Jang I-čchinga. Oba z předchozí služby dobře znali poměry v Ning-sia; měli proto předpoklady k úspěšnému zvládnutí situace. Dále povýšil řadu důstojníků ningsiaské posádky, vyhlásil amnestii pro řadové vzbouřence, slíbil odměnu každému rebelovi, který se vrátí na stranu vlády, a vydělil na to značnou částku. Preventivně amnestoval méně závažné přečiny všech knížat. Také poslal do Ning-sia eunucha Čang Junga (jednoho z „osmi tygrů“) v čele 30 tisíc vojáků pekingské posádky. Bylo to poprvé v historii říše Ming, kdy měl eunuch samostatné velení. Současně velitelé vojsk v Süan-fu, Ta-tchungu, a Jen-suej dostali milion liangů stříbra na úhradu nákladů spojených s pohyby vojsk.
Během tažení Jang I-čching přesvědčil Čang Junga k vystoupení proti Liou Ťinovi – namluvil mu, že je ve smrtelném nebezpečí, protože Liou Ťin připravuje další převrat. Po návratu do Pekingu se Čang Jung spojil s ostatními šesti „tygry“ a 13. září 1510 obvinili Liou Ťina z přípravy spiknutí proti císaři. Liou Ťin údajně zamýšlel zavraždit císaře a instalovat svého vlastního prasynovce na trůn. Císař nechtěl věřit, ale přesvědčili ho. Následující den byl Liou Ťin přeložen do Nankingu a jeho majetek zkonfiskován; když císař uviděl zbraně a ohromné poklady, které Liou nahromadil, přikázal ho popravit, přestože Liou trval na své nevině. Dne 16. září byl Liou Ťin zatčen a 27. září zahájena jeho třídenní poprava.
Liouovi spojenci byli odstraněni, a jeho reformy zrušeny. Zničeny byly i dokumenty o reformách, takže jediný podstatný pokus o změnu administrativního uspořádání říše Ming a rozšíření císařovy přímé kontroly skrze eunušské pověřence skončil v nicotě.

## Povstání vseverní a střední Číně
Severní provincie říše Ming byly relativně chudé a přes přítomnost hlavního města byla chudá i metropolitní oblast Pej č’-li. Mnoho chudáků z okolí Pekingu se nechávalo kastrovat v naději, že se jako císařovi eunuchové domohou bohatství a vlivu. V éře Čeng-te tak o zaměstnání v Zakázaném městě žádalo přes 3500 kastrátů. Jen malá část jich uspěla, většina se protloukala na okraji společnosti anebo zamířila mezi bandity. Problémy severu země zhoršovala i přítomnost císařských statků, panství členů císařského rodu a aristokracie, která podle moderních odhadů zahrnovala 15–40 % rozlohy Pej č’-li. Vesměs se (po daňové stránce) vymykala kontrole místních úřadů – úředníci požadovali, aby oni sami vybírali daně a odvody ve výši cca třetiny úrody a odevzdávali je vlastníkovi, naopak vlastníci dávali přednost vlastní přímé správě typicky vedené eunuchy a jimi najatými správci. Správci svůj personál rekrutovali z lidí nezapsaných v úředních registrech obyvatel včetně dezertérů, místních raubířů apod.
V létě 1509 se zhoršila bezpečnostní situace jižně od Pekingu, když Liou Ťinovy pokusy o zvýšení odvodů vojenských domácností vedly k dezertérství a dezertéři seskupení do band olupovali venkov. Roku 1510 se jich velké množství zorganizovalo do jednotného uskupení se sídlem v Wen-anu (130 km jižně od Pekingu) a začali plánovat povstání. Jejich vůdce byl chycen, ale povstání přesto vzplanulo. V únoru 1511 povstalci disponovali několika tisíci jezdců a útočili na města. Vládní armáda vyslaná proti nim byla neúčinná – úředníci v čele vojsk preferovali jednání a vojáci se vyhýbali boji. V srpnu 1511 povstalci dokonce obléhali Wen-an. Povolány byly posily z pohraničí a vyměněno velení, ale úspěch se nedostavil a naopak při jednom přepadu bandité spálili na tisíc lodí dovážejících obilí do metropole po Velkém kanále. V listopadu 1511 bylo opět vyměněno velení vládních vojsk, bez většího efektu, a v lednu 1512 povstalci zaútočili na Pa-čou 100 km jižně od Pekingu. Armáda byla opět posílena vojsky z pohraničí – Süan-fu, Ta-tchungu a Liao-tungu – a v létě 1512 se konečně podařilo povstalce rozbít. Část jich ustoupila na jih přes řeku Jang-c’-ťiang do provincie Ťiang-si, část na východ do provincie Šan-tung, a zbytek na jihozápad k městu Wu-čchang na Jang-c’-ťiangu. Odtud (v síle 800 mužů) pluli po proudu a loupili, než je 28. srpna poničil tajfun u Tchung-čou a 7. září 1512 pobilo vládní vojsko u Lang-šan, nedaleko ústí Jang-c’-ťiang do moře, což bylo uznáno za formální konec tažení.
Hrozba pro bezpečnost a zásobování metropole padla, ale v Ťiang-si, Che-nanu a centrálním S’-čchuanu banditismus zůstal problémem. V S’-čchuanu propukly potíže s povstalci poprvé roku 1508. Roku 1509 se jejich jednotlivé skupiny spojily s rebely ze Šen-si v jedinou sílu se 100 tisíci muži, která ohrožovala bezpečnost i v provincii Chu-kuang. Vůdci povstalců  se prohlásili králi (wang) a začali vytvářet základy vlastní administrativy. Další skupina rebelů působila v jižním S’-čchuanu,  a podnikala nájezdy na jih do Kuej-čou i do severního S’-čchuanu. Vláda proti rebelům využívala oddíly neverbované u nečínských kmenů, nicméně k jihosečuánským povstalcům se naopak připojily kmeny Miao. Vládní síly vzpoury v S’-čchuanu postupně zatlačily a do roku 1514 zlikvidovaly.
Roku 1511 se rebelové v několika skupinách objevili i v horách provincie Ťiang-si; do roku 1513 byli zlikvidováni s pomocí najatých vojáků z nečínských kmenů ze sousedních provincií. Roku 1517 vypuklo povstání na jihu Ťiang-si; na místo byl vyslán ve funkci koordinátora sün-fu Wang Jang-ming, který roku 1518 nastolil pořádek.

## Noví favorité: Čchien Ning a Ťiang Pin
I po pádu Liou Ťina císař potřeboval peníze a protože úředníci odmítali měnit zaběhnuté pořádky, nadále spoléhal na mimořádné akvizice prováděné eunuchy. Úředníci, kteří se tomu protivili, byli tvrdě trestáni. Mezi eunuchy zaujal vedoucí pozici Wej Pin, který převzal vedení ředitelství obřadů. Problémy s bandity v okolí metropole obrátily císařovu mysl k vojenství a k důstojníkům. Mezi důstojníky byl jeho předním oblíbencem Čchien Ning, velitel palácové gardy. Císařovu pozornost získal dovedností v lukostřelbě a vojenství, později tím, že hověl císařovým choutkám – obstarával mu muzikanty, muslimky do harému, tibetské mnichy – odborníky na tantrický buddhismus.
Roku 1512 se novým favoritem císaře stal dvacetiletý Ťiang Pin, důstojník posádky v Süan-fu, který se roku 1511 vyznamenal v bitvě s povstalci, když pokračoval v boji zasažen třemi šípy, jedním z nich do ucha. Ťiang Pin navrhl zavést rotaci jednotek: protože posádka metropole byla neschopná bojovat s rebely kvůli nedostatku bojových zkušeností, navrhl povolat do Pekingu zkušené oddíly z pohraničí a vojáky z metropole naopak poslat na hranice. Velký sekretář Li Tung-jang proti nápadu ostře protestoval; namítal, že pekingští vojáci nejsou schopni držet službu na hranici a naopak hraničáři se budou těžce potýkat s řádem hlavního města. Odmítl sepsat edikt a v únoru 1513 na protest rezignoval. Císař však prosadil svou a od února 1513 v Pekingu sloužili první vojáci ze Süan-fu.
Hraničáři byli umístěni do čtyř táborů v areálu Císařského města; Čeng-te je měl za svou osobní armádu a cítil se být jejich generálem. Zvláště si oblíbil čtyři důstojníky – Ťiang Pina, Sü Tchaje, Šen Čoua a Liou Chueje. Prvním dvěma svěřil velení posádce Pekingu včetně nově příchozích oddílů. Postupně našel potěšení ve vojenské parádě a uniformách, osobně cvičil ve vojenských dovednostech skupinu eunuchů. Císař se s oblibou věnoval kromě vojenského výcviku i lovu. V září 1514 ho při něm zranil tygr, takže byl měsíc upoután na lůžko. Ani poté se nedal od svých potěšení odvrátit a úředníky radící mu opatrnější chování překládal mimo Peking.
Čeng-te miloval lampiony. Začátkem roku 1514 mu jeho vzdálený příbuzný Ču Čchen-chao, kníže z Ning, k oslavám nového roku daroval několik set lampionů nového vzhledu a odborníky, kteří je měli instalovat. Císař však kvůli vojenským cvičením nechal před paláci postavit jurty, přičemž v některých skladoval střelný prach. Při oslavách (10. února 1514) nešťastnou náhodou prach od lampionů explodoval a vyvolal velký požár paláců Zakázaného města. Čeng-te náhradou nechal pro sebe v Zakázaném městě postavit komplex 162 jurt. Obnova shořelých paláců trvala do roku 1521, pracovalo na ní 30 tisíc vojáků pekingské posádky a stála přes 1 milion liangů stříbra.

## Cesta na sever

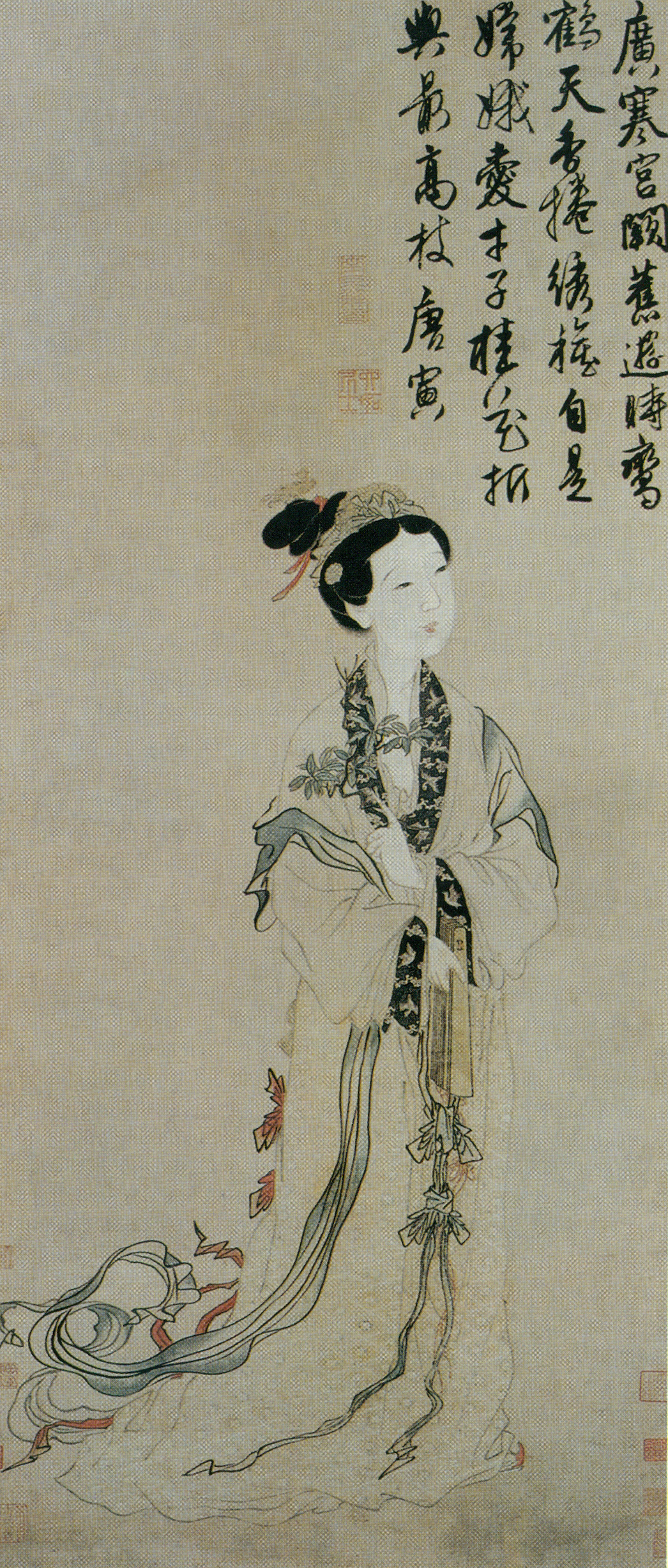
Měsíční bohyně Čchang-e, Tchang Jin kolem roku 1510, tuš a barvy na papíře. Malba měsíční bohyně doprovázená básní, větvička skořicovníku, kterou bohyně drží, symbolizuje autorovy zmařené naděje na úspěch u zkoušek a kariéru. Metropolitní muzeum umění, New York

Začátkem roku 1516 se Čeng-te, otrávený proudem úřednické kritiky, začal přiklánět k myšlence odjezdu do Süan-fu. Ťiang Pin se tak snažil Čeng-tea vzdálit od Čchien Ninga; přesvědčoval císaře, že v Süan-fu jsou lepší hudebníci i ženy a že v pohraničí zažije skutečné šarvátky s Mongoly namísto simulovaných bitev v Pekingu. Do Süan-fu se císař vydal v polovině srpna 1517. Po pěti dnech dorazil k průsmyku Ťü-jung 50 km severozápadně od Pekingu. Cenzor odpovědný za průsmyk císaři oznámil, že mu neotevře bránu a nepustí ho dál bez ediktu podepsaného císařem i císařovnou vdovou. Bezmocný císař se vrátil. Za měsíc vyrazil znova; průsmykem projel v nepřítomnosti dotyčného cenzora a zanechal v něm spolehlivého eunucha (Ku Ta-junga) s příkazem nepustit skrz žádného úředníka. V polovině září 1517 dosáhl Süan-fu.
Unesený novou zkušeností se zde usadil a s velkými náklady začal budovat honosné sídlo. Přestal používat císařskou pečeť – pečetil a tituloval se jako generál. Velcí sekretáři protestovali, ignoroval je. Přikázal jim zaslat mu milion liangů (37 tun) stříbra – odmítli s tím, že včetně rezerv nemá ministerstvo daní víc než 350 tisíc liangů. Po delším dohadování ministr daní souhlasil se zasláním 500 tisíc. Čeng-te v lednu 1518 reagoval příkazem strážím pekingských bran nepouštět úředníky z města.
Mezitím v říjnu 1517 mongolský Dajan-chán podnikl s 50 tisíci jezdci nájezd na čínské území. Císař toužící po boji vyslal proti Mongolům armádu a po několika malých srážkách začala 18. října velká bitva u Jing-čou, 65 km jižně od Ta-tchungu. Následující den přijel císař s posilami a 20. října řídil celodenní boj. Mongolové byli poraženi a ustoupili za hranice. Byl to jediný případ za celé 16. století, kdy mingská armáda porazila velký mongolský nájezd. Za odměnu Čeng-te vyznamenal velké množství důstojníků a vojáků; Ťiang Pin a Sü Tchaj se stali hrabaty.
V polovině února 1518 přijel císař zpět do Pekingu, na dvacet dnů, v březnu opět odjel do Süan-fu. Vrátil se 22. března 1518 kvůli zorganizování pohřbu císařovny vdovy Wang, vdovy po císaři Čcheng-chuovi, dědovi Čeng-teho. V květnu odjel na inspekci císařských hrobek a pak posádky v Mi-jün, 65 km severovýchodně od Pekingu. Vrátil se na pohřeb excísařovny Wang, který začal 22. července. V srpnu 1518 přinutil velké sekretáře napsat edikt, který ho pod jménem Ču Šou (což znamená Ču „dlouho žijící“) jmenoval generálem a, za úspěchy v boji s Mongoly, vévodou. V září 1518 se vrátil domů do Süan-fu; poté se vydal do Ta-tchungu a Jen-suej, v lednu-únoru 1519 přes Tchaj-jüan zamířil do Pekingu, kam přijel v březnu 1519.
Po návratu Čeng-te oznámil že si přeje vykonat cestu do provincie Šan-tung a na jih. Velcí sekretáři, ministr obřadů, tajemníci a cenzoři protestovali. Protesty neutišilo ani masové zatýkání a bití, po němž dvanáct (či čtrnáct) z nich zemřelo. Důvodem protestů tentokrát nebyl sám fakt cesty, ale i obava z intrik knížete z Ning, obava, aby kníže císaře na cestě nezavraždil. Pod vlivem masového vzdoru úředníků panovník cestu odložil.

## Povstání knížete zNing
Ču Čchen-chao, kníže z Ning, byl členem jedné z vedlejších větví dynastie Ming, sídlil v Nan-čchangu, hlavním městě jihočínské provincie Ťiang-si. Veden ambicemi a touhou po velikosti se snažil o získání moci a vlivu. Za tímto účelem zprvu uplácel Liou Ťina, po jeho pádu byli jeho hlavní přímluvci ve vládě Cang Sien, Čchien Ning a Lu Wan (1513–1515 ministr vojenství, pak státní správy). Jejich prostřednictvím získal povolení ke zřízení osobní gardy a pravomoc nad místními vojenskými posádkami a členy císařského rodu.
Budoval si vlastní ozbrojenou moc z místních „silných mužů“. Z Ťiang-si se linul proud stížností na chování knížete – zabírání půdy, vymáhání daní, zastrašování úředníků. Přestože jinak byla knížata přísně trestána i za malichernosti, jeho chování bylo přehlíženo. Zkoušel nenásilnou cestu získání moci: chtěl využít císařovy bezdětnosti a tak na jaře 1516 uplatil Čchien Ninga a další, aby povolali jeho nejstaršího syna do Pekingu jako kandidáta na korunního prince. Iniciativa neměla úspěch.
Čeng-te si problém s knížetem z Ning začal uvědomovat až v létě 1519, kdy ho Ťiang Pin a Čang Jung přesvědčili o nekalém chování knížete a Čchien Ninga. Knížete jeho pekingští špehové informovali o nepříznivém vývoji v Pekingu a tak se 10. července 1419 v Nan-čchangu otevřeně vzbouřil. Prohlásil, že Čeng-te je podvrženec nepocházející z císařského rodu a že císařovna přikázala zbavit ho trůnu. Jeho předvoj vyrazil z Nan-čchangu na sever, 13. července obsadil Ťiou-ťiang na Jang-c’-ťiang a 23. července začal obléhání An-čchingu (sídla prefektury na Jang-c’-ťiang, 240 km od Nankingu). Zatím se 14. července Wang Jang-ming, guvernér jižního Ťiang-si, dozvěděl o povstání a okamžitě začal shromažďovat armádu. Současně podsouval knížeti falešné zprávy o pohybech vládních vojsk a zradě jeho nejbližších důvěrníků. Ovlivněn falešnými informacemi, kníže z opatrnosti vytáhl na An-čching s hlavními silami (měl 60–70 000 vojáků) až 26. července. Pokus o dobytí An-čchingu selhal a přinesl jen velké ztráty. Mezitím Wang Jang-ming shromáždil armádu a 14. srpna obsadil Nan-čchang. Kníže se s hlavními silami vrátil na jih, ale v třídenní říční bitvě na jezeře Pcho-jang Wang Jang-mingova armáda jeho síly rozdrtila a knížete zajala.

## Cesta na jih
Rebelie knížete z Ning poskytla Čeng-temu nenapadnutelný důvod k jižní cestě. Odjel z Pekingu 15. září 1519. Do Nankingu dorazil v lednu 1520 a zůstal zde osm měsíců. Vesměs se jen bavil. Pití bylo relativně neškodné, avšak krátce před příjezdem do Nankingu vydaný výnos o zákazu chovu a zabíjení vepřů vzbudil pobouření obyvatelstva. Zdůvodněný byl nečistotou zvířat a roznášením chorob, což bylo přesvědčení muslimů (vlivných v císařově okolí), vydání zákazu snad ovlivnilo i negativní vnímání slovního spojení „zabít prase“ v císařově okolí. Totiž prase (ču, 豬) mělo stejnou výslovnost jako příjmení císařského rodu (Ču, 朱). Nevraživost poddaných vyvolával i císařův zvyk zabírání žen. Některé skončily v harému, některé se podařilo rodinám vykoupit či uplatit pověřence vymáhající ženy z jejich domácností, mnoho jich však skončilo v císařských prádelnách v Pekingu. Zde se jich nahromadilo tolik, že pro ně nestačilo místo ani finance a objevily se případy podvýživy, ba i smrti hladem. Rovněž provozování lovu s početným doprovodem v hustě zalidněném jihu, bez ohledu na pole, vyvolávalo hlubokou nepopularitu panovníka.
Vojáky ze severu ze svého doprovodu poslal císař pod velením Ťiang Pina a eunucha Čang Čunga do Ťiang-si. Ve snaze upřít vítězství Wang Jan-mingovi chtěli Ťiang a Čang zorganizovat předstíranou bitvu, ve které by knížete „jako“ zajal císař. Wang Jang-ming však na tom odmítl spolupracovat a škody způsobené přítomností vojáků v Ťiang-si se snažil omezit na minimum, za což si vysloužil všeobecný respekt.
V procesu s knížetem byli obviněni všichni, kdo s ním byli ve styku, ale Wang Jang-ming předvídavě zničil téměř celý knížecí archív (dokumentující styky knížete s většinou místních elit) a tak mohli být obviněni pouze hlavní spiklenci. Cang Sien a Čchien Ning byli zatčeni už v prosinci 1519, v prosinci 1520 ministr Lu Wan a s ním rovněž i skupina eunuchů a důstojníků císařské gardy. Všichni byli popraveni.

## Návrat na sever, nemoc, smrt
V Nankingu Čeng-te zůstal do 23. září 1520, kdy vyrazil na sever. Prakticky stálá opilost na zpáteční cestě se mu vymstila 25. října, kdy se při rybaření v Čching-ťiang-pchu (v dnešním Chuaj-jinu) jeho člun převrátil. Pomocníci ho sice z vody vytáhli, nicméně už i tak měl mizerné zdraví, kvůli alkoholismu, a nyní vážně onemocněl. Když byl schopen cesty, bez zastávek se v prosinci 1520 vrátil až do Tchung-čou nedaleko na východ od Pekingu.
Císař byl vážně nemocen a očekávala se jeho brzká smrt. Ťiang Pin proto vyzýval k přejezdu do Süan-fu, kde by měl pod kontrolou rozhodování o nástupnictví, když by císař byl vzdálen od úředníků. Ale císař byl příliš sláb. Lékař ho alespoň přemluvil k cestě do Pekingu, aby se v pohodlí zotavil před další cestou. Do Pekingu slavnostně vjel 18. ledna 1521. O tři dny později se při obětování na oltáři Nebes zhroutil a musel být odnesen do paláce. Žil ještě tři měsíce; zemřel v Leopardím paláci 20. dubna 1521. Obdržel chrámové jméno Wu-cung, posmrtné jméno I chuang-ti, pohřben byl v mauzoleu Kchang-ling. Zemřel bez dědice.

## Boj omoc vPekingu, nastolení Ťia-ťinga

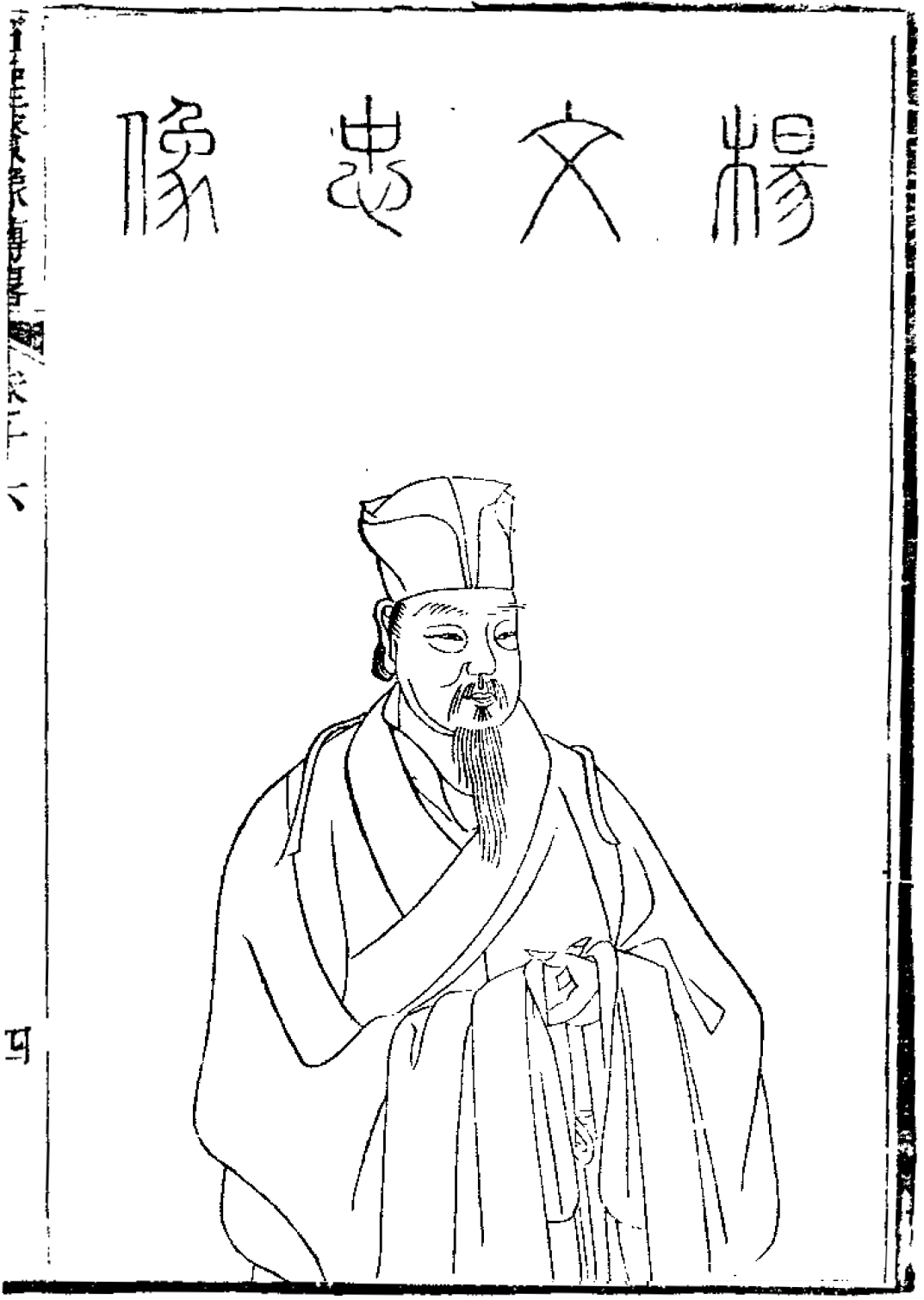
Velký sekretář Jang Tching-che, portrét z čchingského období

Ťiang Pin se hodlal zmocnit císařského města a instalovat na trůn vzdáleného císařova příbuzného Ču Ťün-čanga, knížete z Taj sídlícího v Ta-tchungu. Potřeboval být s císařem v okamžiku smrti, aby mohl tvrdit, že jedná na jeho příkaz. Jako první krok 15. dubna padělal dekret podřizující mu pohraniční vojska umístěná v Pekingu. Neuspěl, protože u Čeng-teho, když zemřel, nebyl přítomen on, ale dva eunuchové, kteří zaznamenali císařova údajná poslední slova, podle nichž měla říši řídit jeho matka císařovna vdova Čang a velcí sekretáři.
Iniciativu získal velký sekretář Jang Tching-che, který měl také plán: instalovat na trůn císařova nejbližšího bratrance Ču Chou-cchunga, třináctiletého syna nedávno (roku 1519) zemřelého Ču Jou-jüana, knížete ze Sing. V poledne 20. dubna už měl souhlas paní Čang a věc byla pevná. Pouze ministr státní správy Wang Čchiung (1459–1532) požadoval svolání širokého shromáždění k diskuzi o novém císaři.
Ťiang Pin disponoval vojskem a byl proto hrozbou. Do Zakázaného města se vrátil 22. dubna, kdy ho Jang Tching-che seznámil s dekretem o návratu pohraničních oddílů z Pekingu na hranice, čímž ho zbavil hlavní opory. Ťiangovi spojenci ho přesvědčovali k akci, on však váhal, dokud nebyl 24. dubna zatčen. Souhlas s jeho zatčením získal Jang Tching-che od eunuchů-vedoucích Ředitelství obřadů (Wej Pina a Čang Žueje) výměnou za beztrestnost ostatních eunuchů – s Ťiang Pinem byli zatčeni pouze jeho spojenci mezi důstojníky. Pak bylo nástupnictví v bezpečí a Jang Tching-che prakticky neomezeně vládl říši – odvolal eunušské inspektory z pohraničních posádek, pohraniční oddíly v Pekingu vrátil na hranice, zahraniční vyslance poslal domů, mnichy v Leopardím paláci taky, domů poslal i řemeslníky, baviče a ženy shromážděné císařem v Pekingu; vše formálně jako vykonavatel císařovy (fakticky neexistující) závěti. Téměř všichni Čeng-teovi oblíbenci byli odvoláni a podrobeni trestům, degradaci anebo posláni do exilu. Zkonfiskováno bylo jmění Ťiang Pina: 70 truhel zlata, 2200 truhlic stříbra a další cennosti.

## Hospodářství a kultura

### Peníze

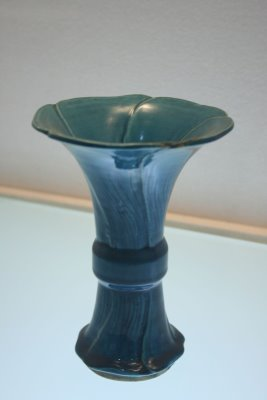
Porcelánová váza éry Čeng-te; Nankingské muzeum

Roku 1503 vláda po sedmdesáti letech obnovila výrobu mincí. Snažila se je podpořit výnosem, který snížil na polovinu hodnotu mincí předešlých dynastií, a opakováním zákazu používání mincí odlitých soukromníky. Roku 1507 už bylo jasné, že nové mince zvláštní úspěch nemají a vládě nezbylo než akceptovat staré mince v nominální hodnotě. Soukromé mincovnictví nadále vzkvétalo, není divu při výnosech pětinásobně převyšujících náklady. Stát nakonec roku 1509 mincovny opět uzavřel.
Soukromé mince zvítězily, mince z raných let dynastie nebyly vůbec v oběhu, Chung-wuovy už od posledních dekád 15. století. Úředníci o tchangských a sungských mincích mluvili jako o „starých mincích“ (ku-čchien, ťiou-čchien), na trhu byly označovány za „dobré mince“ (chao-čchien); „novým mincím“ z první dekády 16. století obchodníci říkali „falešné mince“ (tao-chao) a ocenili je na polovinu nominální hodnoty, v éře Čeng-te už jen třetinou až čtvrtinou nominálu.
Obecně po roce 1510 obchodníci dávali přednost starým mincím, mingské ražby brali za polovinu nominální hodnoty, soukromé lehké mince pak za čtvrtinu, právě ty však na trhu převládaly. V Ťiang-nanu začátkem 20. let 16. století vymizely z oběhu dobré mince dosud obíhající společně s novými a zůstaly jen nové, lehké, jejichž hodnota do roku 1527 poklesla na pětinu či šestinu nominálu.

### Vztahy sjihovýchodní Asií, objevení se Portugalců
V érách Chung-č’ a Čeng-te se vláda nezajímala o jihovýchodní Asii, v ostrém kontrastu s první třetinou 15. století, kdy v ní energicky vynucovala „pax Ming“. Ani agrese Portugalců vůči Malakce a žádost tamního sultána o pomoc neprobudila pekingské politiky z letargie. Naproti tomu zahraniční obchod s jihovýchodní Asií se utěšeně rozvíjel. Roku 1510 místní úřady uznaly oddělení námořního obchodu a tributních vztahů a začali obchodní lodě připlouvající ze zahraničí danit, od roku 1517 byla dovozní daň stanovena na 20 % z hodnoty lodního nákladu. Faktická legalizace zahraničního obchodu vedla k jeho rozmachu, zbohatnutí kupců a růstu státních příjmů, ale doprovodná nekontrolovatelná mobilita obchodníků, nezřídka ozbrojených, vyvolala znepokojení některých úředníků volajících po omezení obchodu a nastolení řádu. Po smrti Čeng-teho a nástupu nové vlády Ťia-ťinga získaly jejich hlasy převahu, což roku 1524 vyústilo v protiobchodní nařízení.
Roku 1513 do Číny dorazil první Portugalec, Jorge Alvares, roku 1516 připlul portugalský kapitán Rafael Perestrello se svou lodí (s malajskou posádkou) do Kantonu a zahájil tak obchodní výměnu mezi Čínou a Evropou. Následující rok vyplula z Malakky do Číny eskadra Fernãa Pirese de Andrade, jejímž cílem bylo oficiální navázání obchodních a diplomatických styků. Přivezla vyslance Tomé Pirese s dopisem portugalského krále Manuela I. pro čínského císaře. Vyslanec se zdržoval v Kantonu do začátku roku 1520, kdy se konečně mohl vydat na cestu ke dvoru. Přes pomoc Ťiang Pina se mu nepodařilo dosáhnout audience u Čeng-teho ani v létě 1520 v Nankingu, kde tehdy císař pobýval, ani později v Pekingu. Po smrti Čeng-teho v dubnu 1521 ho nová vláda odmítla přijmout a poslala zpět do Kantonu.
Mezitím Fernãův bratr Simão de Andrade vzbudil v Číňanech averzi svým násilnickým chováním a nakupováním dětí, včetně unesených potomků majetných rodin. V Kantonu se rozšířily fámy, že Portugalci jsou kanibalové a ony děti pojídají (prodali je do otroctví, některé byly později objeveny v indickém Díu). Portugalské nerespektování mingských úřadů vyústilo v ozbrojené srážky a roku 1521 mingská flotila porazila Portugalce v bitvě u Tchun-men. Poté byli Portugalci z Číny vyhnáni. Tomé Pirese po návratu na jih kantonské úřady vinily z násilného chování jeho soudruhů a uvěznily. Roku 1524 ve vězení zemřel.
Kromě nových plodin se z Ameriky do Číny rozšířila i syfilida. V Kantonu se objevila roku 1505, ještě před příchodem Portugalců.

### Kultura

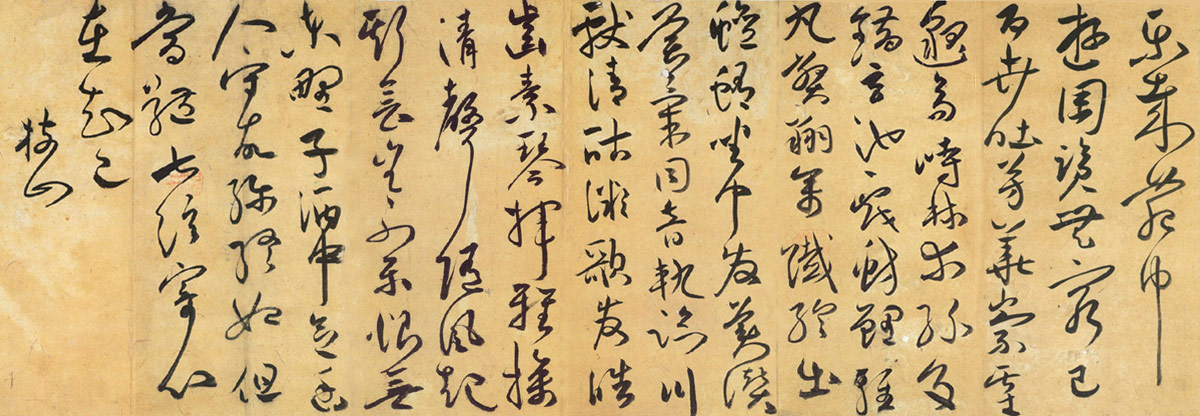
Ukázka konceptního písma Ču Jün-minga

Čeng-te miloval skládání písní a zpěv a pozvedl dvorskou hudbu, a dbal na financovaní umění. Za jeho vlády byl vyráběn porcelán vysoké kvality různých druhů (modrý a bílý, polychromní, monochromní, emailový), na vývoz i s nápisy v sanskrtu, perštině a arabštině. Nově byla vyráběna tzv. isingská keramika podle místa západně od jezera Tchaj, Portugalci označovaná za „boccaro“.
Nové pojetí neokonfuciánské filozofie rozpracovával Wang Jang-ming, nejvýznamnější myslitel tří staletí mingské doby. V kontrastu k Ču Siho soustředění na li (princip) svou filozofii postavil kolem pojmu sin (srdce/mysl) a vypracoval teorii o jednotě poznání a jednání.
Od éry Čeng-teho děda Čcheng-chuy začali nakladatelé vydávat sbírky písní v hovorovém jazyce. Za vlády Čeng-teho množství publikovaných sbírek ohromně vzrostlo, snad i díky jeho oblibě zpěvu a všech druhů písní. Současně rostla i popularita divadla. Na literaturu měl největší vliv velký sekretář Li Tung-jang, který psal poémy v kabinetním stylu, vyzdvihoval učence se širokými encyklopedickými znalostmi (za vzor měl sungského Ou-jang Sioua) a vychovával mladší generaci spisovatelů a básníků. Nejpřednější kaligrafové, malíři a básníci působili v Ťiang-nanu; patřil mezi ně Wen Čeng-ming (1470–1559), který zvládl rovnoměrně básnictví, kaligrafii i malbu. Maloval jednobarevné nebo lehce barevné krajiny ve stylu Šen Čoua i „zelenomodré krajiny“ v tchangském stylu. Jako kaligraf vynikal zejména v malém vzorovém i pečetním písmu. Kaligraf, malíř a básník Ču Jün-ming si největší obdiv získal svým „bláznivým konceptním písmem“. Uznáváno bylo i kurzivní písmo, krajiny a figurální malba Tchang Jina.

## Význam
Klasičtí historici ostře kritizovali Liouovu skupinu, nicméně ta se snažila zefektivnit správu, zastavit pokles autority centra a bránit úředníkům sloužit především svým osobním zájmům (předcházejíce tak analogické snažení Čang Ťü-čenga). To, že reformy iniciovali eunuši, postačilo k jejich odmítání konzervativní částí úřednictva, která tak měla další důvod ke kritice Liouovy kliky.
Povolání, byť jen na krátkou dobu, frontových jednotek do Pekingu rozložilo tradiční organizaci armády, poškodilo výcvik oddílů a vedlo k neposlušnosti některých jednotek; zvláště oddíly z Ta-tchungu se několikrát vzbouřily.
Kvůli jeho odmítání vládních povinností se reálná moc přesunula zprvu k eunuchovi Liou Ťinovi obeznámenému s tradicí vlády, později však vliv získali císařovi oblíbenci z řad důstojníků, výsledkem čehož byl chaos, který velcí sekretáři a ministři jen s námahou napravovali. Nakonec se výkonná moc přesunula od císaře (kterému asistovali eunuši) k velkému sekretariátu, zvláště jeho hlavě. Roku 1521 si tak Jang Tching-che mohl přisvojit téměř císařské pravomoci, v kontrastu k jeho předchůdci, pokornému Li Tung-jangovi, poslednímu ze sekretářů starého typu. Oslabení císařské moci bylo doprovázeno vzestupem sociálního statusu vzdělaných úředníků v jejich komunitách. S výhodou osvobození od daní zvětšovali své pozemkové vlastnictví, přesouvajíce daňovou zátěž na prostý lid. Tento trend přes pokusy o zastavení pokračoval do konce dynastie.
Soukromý život císaře Čeng-te měl po jeho smrti dalekosáhlé dopady, když nástup bratrance přinesl spor o status rodičů nového císaře.
Ostře negativní postoj čínských klasických historiků (počínající už v 16. století) je přejímán i na Západě, například v hesle Čeng-te v Dictionary of Ming Biography, 1368–1644 (s. 307–315, 1976). Nejrozsáhlejší západní prací o Čeng-tem byla – k roku 2001 – kapitola „The Cheng-te reign, 1506–1521“, s. 403–439, v The Cambridge History of China: Volume 7, The Ming Dynasty, 1368–1644, Part 1 (1988) Jamese Geisse.